# La Nuit qui ne finit pas (film)
Pour les articles homonymes, voir La Nuit qui ne finit pas (homonymie).
Pour plus de détails, voir Fiche technique et Distribution.
La Nuit qui ne finit pas (Endless Night) est un film policier britannique réalisé par Sidney Gilliat, sorti en 1972. Le film est adapté du roman La Nuit qui ne finit pas d'Agatha Christie.

## Synopsis
Un couple de jeunes mariés se sent menacé après avoir construit la maison de leurs rêves sur une terre maudite.

## Fiche technique
- Titre original : Endless Night
- Titre français : La Nuit qui ne finit pas[1]
- Réalisation : Sidney Gilliat
- Scénario : Sidney Gilliat, d'après le roman La Nuit qui ne finit pas d'Agatha Christie
- Direction artistique : Fred Carter
- Décors : Wilfred Shingleton
- Costumes : John Furniss
- Photographie : Harry Waxman
- Montage : Thelma Connell
- Musique : Bernard Herrmann
- Production : Leslie Gilliat et Sidney Gilliat
- Sociétés de production : EMI Films, National Film Trustee Company et British Lion Film Corporation
- Sociétés de distribution : British Lion Film Corporation (Royaume-Uni)
- Pays d'origine :  Royaume-Uni
- Langue : anglais
- Format : couleur  (Eastmancolor) - 35 mm - 1,85:1 - Son mono
- Genre : Film dramatique,Film policier, Film d'horreur, Thriller
- Durée : 99 minutes
- Dates de sortie :
  - Royaume-Uni : 5 octobre 1972
  - France : 7 décembre 1973[1]

## Distribution
- Hayley Mills : Ellie
- Hywel Bennett : Michael
- Britt Ekland : Greta
- Per Oscarsson : Santonix
- George Sanders : Lippincott
- Aubrey Richards : Dr Philpott
- Ann Way : Mrs. Philpott
- Patience Collier : Miss Townsend
- Peter Bowles : Reuben
- Lois Maxwell : Cora
- David Bauer (en) : Oncle Frank
- Helen Horton : Tante Beth
- Madge Ryan : Mère de Michael
- Windsor Davies : Sergent Reene
- Walter Gotell : Constantine
- Geoffrey Chater : Coroner
- David Healy : Jason
- Robert Keegan : Aubergiste
- Robert O'Neil : Courtier
- Mischa De La Motte : Maynard (as Mischa de la Motte)